# Hélène d'Éthiopie
Hélène (en guèze ⴺlēni) est une reine (ou impératrice) d'Éthiopie du XVe  et du début du XVIe siècle, qui a joué un important rôle politique († 1522).

## Sources
Les sources sur ce personnage sont d'abord les chroniques officielles des règnes des empereurs successifs. Ce sont parfois des sources uniques, mais elles sont biaisées, formées de textes rédigés sous les règnes suivants ; la chronique de Baede Maryam, par exemple, serait constituée de deux textes, l'un écrit sous le règne d'Eskender, l'autre sous celui de Lebna Dengel. Il y a aussi le récit du Père Francisco Álvares, aumônier du roi de Portugal Manuel Ier, qui séjourna six ans comme ambassadeur de celui-ci en Éthiopie (1520/26) et écrivit ensuite un ouvrage intitulé Verdadeira Informação das Terras do Preste João das Indias (Lisbonne, 1540) ; cet auteur rapporte aussi des informations que lui avait données Pêro da Covilhã, qui séjourna en Éthiopie de 1494 jusqu'à sa mort après 1526. D'autre part, à son retour au Portugal en 1527, le Père Álvares était accompagné d'un évêque éthiopien, ambassadeur de l'empereur Lebna Dengel, nommé Șägga Zä'ab (que les Européens appelèrent Zagazabo), qui resta au Portugal jusqu'en 1533 ; on trouve des informations émanant de ce prélat dans la publication de Damião de Góis intitulée Fides, religio moresque Æthiopum, etc. (Louvain, 1540).

## Biographie
Elle était la fille d'un gärad musulman du sud de l'Éthiopie, tributaire de l'Empire chrétien, nommé Mähmad, régnant sur le Hadiya. Elle fut donnée en mariage en 1445, sans doute à un très jeune âge, à l' atsé (empereur) Zara Yaqob (qui était polygame).Ce mariage était destiné à resserrer les liens de l'Empire avec le Hadiya, qui, malgré la différence de religion, était son allié contre le sultanat d'Adal. La nouvelle reine fut d'abord connue sous le nom d' Ite Žan Zela, puis baptisée avec le nom chrétien d'ⴺlēni. Dans la chronique de Zara Yaqob, elle est mentionnée comme sa Qäññ Bä'altiḥat (« Reine de la Droite »), la plus honorée publiquement (Žan Hayla étant sa Gra Bä'altiḥat, « Reine de la Gauche », épouse favorite, mère de ses filles aînées). Cependant, elle n'eut pas d'enfants, ce qui favorisa peut-être son influence sous plusieurs règnes.
À la mort de Zara Yaqob (1468) lui succéda son fils Baede Maryam (dont la mère était Șeyon, alors décédée). Le nouvel empereur confirma à Hélène son titre de Qäññ Bä'altiḥat, ce qui a fait traditionnellement penser qu'il l'épousa à son tour ; lors d'une cérémonie où sa femme Žan Säyfa fut faite Gra Bä'altiḥat, il donna à Hélène le nom royal d'Admas Mogäsa (« Beauté du diamant »), qui avait été porté par sa propre mère. Dans la chronique de Baede Maryam, on lit un long éloge d'Hélène (cuisinière accomplie pour la table royale, très versée dans la littérature, experte en droit, ayant l'intelligence des affaires politiques), et il est précisé que le souverain la considérait comme sa mère. 
À la mort de Baede Maryam (1478), son fils Eskender, âgé de sept ans, lui succéda. Le palais fut alors dominé par la mère du nouveau souverain, Romnä Wärq (une des quatre épouses de Baede Maryam), mais Hélène recommença  à exercer une grande influence à partir de 1486 environ. Eskender mourut au cours d'une expédition militaire à vingt-deux ans (le 7 mai 1494). Hélène devint alors très puissante pendant le bref règne de l'empereur-enfant Amda Seyon (fils d'Eskender), puis sous celui de Naod (frère cadet d'Eskender). Après la mort à la guerre de Naod (31 juillet 1508), elle joua un rôle décisif (avec l'Abouna Marqos) pour imposer sur le trône son fils Lebna Dengel, âgé de douze ans, et exerça ensuite la régence pendant plusieurs années.
L'époque était très périlleuse pour l'Empire chrétien d'Éthiopie, qui s'était affaibli depuis le règne de Zara Yaqob ; la menace musulmane était grandissante avec la constitution au Proche-Orient de l'Empire ottoman, et les principautés musulmanes de la Corne de l'Afrique et de l'Arabie accumulaient des armes à feu et gagnaient en puissance. Il y avait à cette époque plusieurs Occidentaux qui vivaient à la cour éthiopienne : notamment l'artiste vénitien Niccolò Brancaleone (un religieux arrivé dans le pays au début des années 1480), et l'ambassadeur portugais Pêro da Covilhã, envoyé à la recherche du Prêtre Jean, arrivé à la cour début 1494 (peu avant la mort d'Eskender), et retenu ensuite ; Hélène, intéressée par leurs récits, était proche de ces hommes. En 1508, les officiers portugais Tristan da Cunha et Afonso de Albuquerque parvinrent à dépêcher trois hommes depuis Socotra (le prêtre João Gomes, João Sanches et le Tunisien Sidi Mohammed), malgré les difficultés ; ils arrivèrent à la cour peu après la mort de Naod. Hélène décida de prendre contact avec le roi Manuel Ier.
Elle écrivit au roi portugais une lettre qui fut confiée à un marchand arménien du nom de Matthieu (Mateus en portugais), qui voyageait avec sa femme, son beau-frère et des serviteurs, et qui, après bien des péripéties, parvint en décembre 1512 à Goa, où il présenta la lettre à Afonso de Albuquerque. Celui-ci le fit embarquer pour Lisbonne, où il arriva en février 1514. La lettre de « la grand-mère du Prêtre Jean », accompagnée d'un fragment de la Vraie Croix, fit grand effet à la cour portugaise. Damião de Góis publia ensuite en latin un récit de l'ambassade du marchand Matthieu, avec la lettre, qui fit connaître ces faits en Europe. Le roi Manuel Ier répondit par une ambassade comprenant, avec Matthieu, son aumônier le Père Francisco Álvares, qui quitta Lisbonne le 7 avril 1515 mais qui, après bien des vicissitudes, ne parvint à la cour éthiopienne qu'en octobre 1520.

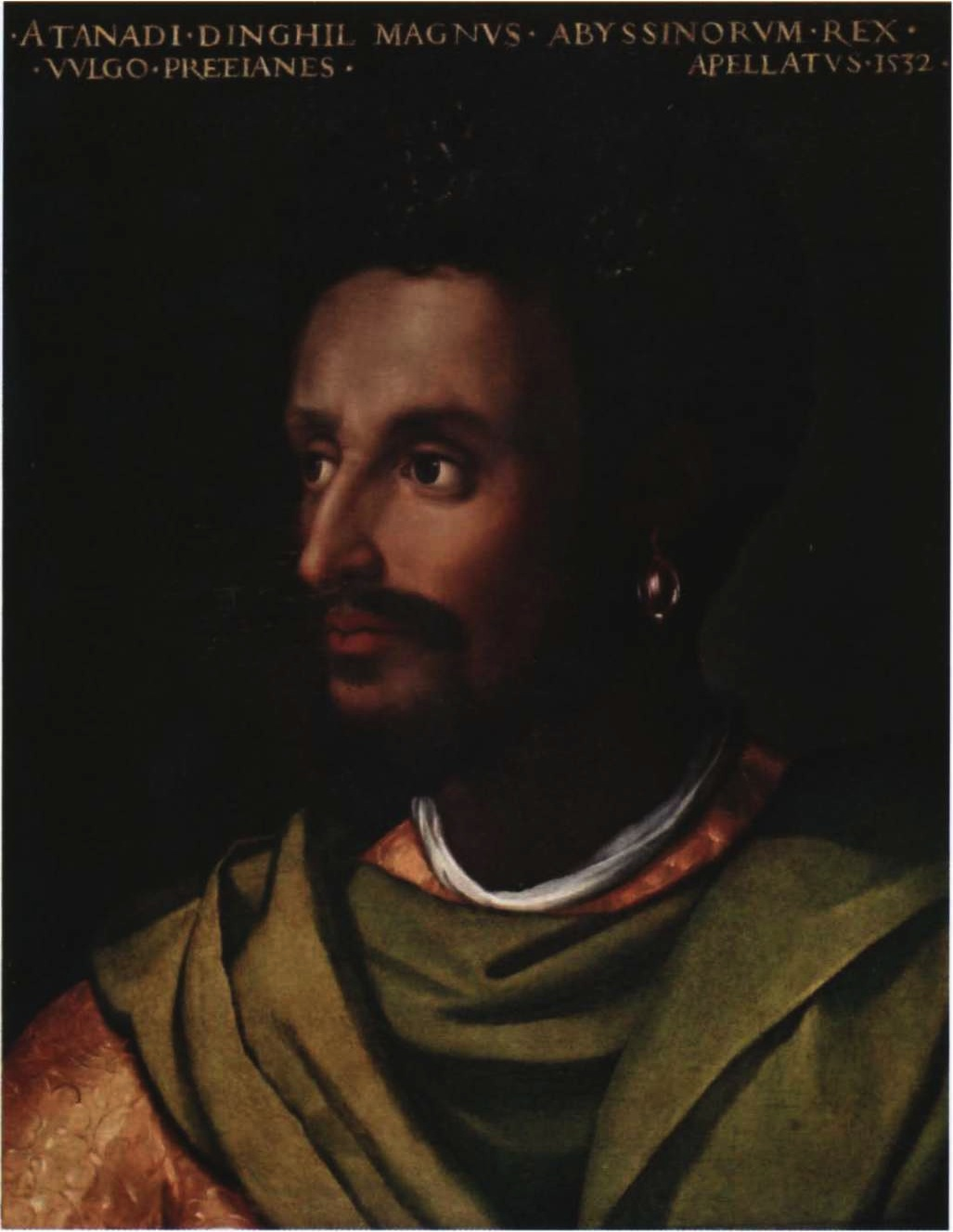
Lebna Dengel.

Pendant ce temps le jeune empereur Lebna Dengel avait grandi et acquis de l'autonomie. Les troupes du sultanat d'Adal (notamment Mahfouz, émir de Harar) menaient des raids de plus en plus hardis sur le territoire de l'Empire chrétien, profitant des périodes de jeûne des chrétiens pour attaquer. En 1516 ou 1517 (selon les sources), décidant de transgresser le jeûne et faisant fi des conseils de prudence de sa « grand-mère » Hélène et des conseillers auliques, le jeune empereur se mit en campagne. Il réussit à tendre une embuscade à une armée musulmane où se trouvaient Mahfouz et le sultan Muhammad lui-même. L'émir parvint à ménager la fuite du sultan avec quatre cavaliers, et ensuite il se proposa à un combat singulier avec un champion de l'empereur, Gabra Endreyas, où il perdit la vie. Lebna Dengel fit emporter sa tête comme un trophée et l'exhiba ensuite à la cour ; il poussa jusqu'à Dakkar, capitale de l'Adal, et incendia le palais du sultan. Cette campagne couronnée de succès le remplit d'orgueil ; il se fit appeler Weneg Seged, « Le Lion a soumis » (combinant un mot guèze et un mot harari). Quand les Portugais se présentèrent, en octobre 1520, il les reçut avec réserve et attacha peu de prix à leur offre d'alliance. Il y avait divergence entre l'empereur et la vieille Hélène, qui avait alors dépassé les quatre-vingts ans.
Elle n'était pas à la cour à l'arrivée des Portugais, mais elle assista à la messe de Noël avec les deux autres reines, Naod Mogäsa et Säblä Wängel (mère et épouse de l'empereur), et ensuite à une discussion sur la religion avec le Père Francisco Álvares, où ce dernier nota que les questions venaient autant des trois femmes que de l'empereur lui-même. Le 18 janvier suivant, elle assista aussi, sous un baldaquin blanc, à la célébration du temqät (Épiphanie). On la vit aussi, cette année-là, à une cérémonie de translation des os du défunt empereur Naod, où chacune des trois reines avait son baldaquin noir. Puis elle se retira sur de très vastes propriétés qu'elle possédait dans le Godjam, et y serait morte en avril 1522, âgée d'au moins quatre-vingt-cinq ans.
La nouvelle de sa mort parvint au Père Álvares alors qu'il se trouvait à la cour : « Ils disent que depuis qu'elle est morte ils sont tous morts, grands et petits, raconte-t-il. Tant qu'elle vivait, tous vivaient et étaient défendus et protégés. Elle était le père et la mère de tous ».

## Activité intellectuelle et artistique
D'après Damião de Góis relatant des propos de l'évêque Șägga Zä'ab, la reine Hélène serait l'auteur de deux recueil d'hymnes en l'honneur de la Vierge : le Hoḥetä Berhan (Porte de la Lumière) et l' ⴺnzirä Säbhat (Harpe de Glorification) ; mais ces poèmes sont attribués par d'autres sources au théologien et poète religieux Georges de Sagla, auteur aussi de L'Orgue de la Vierge, l'un des plus populaires livres de prière éthiopiens dédié à la Vierge Marie. Elle était également très versée en théologie, et aurait écrit deux traités, l'un sur la Loi divine, l'autre sur la Sainte Trinité et sur la virginité de Marie. Elle fit également traduire des textes religieux grecs ou arabes en guèze. 
Elle passe pour avoir fondé, pendant sa régence au début du règne de Lebna Dengel, l'église et le monastère de Märṭulä Maryam dans le Godjam. Cette région était alors en cours de christianisation, et la reine-mère Naod Mogäsa y fonda aussi, à peu près au même moment, un monastère ; mais alors que ce dernier fut affilié au réseau monastique de Däbrä Libanos (celui de l'Itchégué), Hélène, qui était brouillée avec ce réseau-là, affilia le sien à la mouvance concurrente issue d'Ewostatewos (les partisans du double sabbat). Elle fit bâtir l'église en grand style, en pierre et bois, avec du mobilier et de la vaisselle très précieux, dont deux tablettes d'autel (tabotat) en or massif, si bien qu'il fallut la faire garder. Elle s'y fit enterrer. Mais l'établissement fut pillé aussitôt après sa mort, et il fut ensuite saccagé et incendié lors de l'invasion du musulman Ahmed Gragne dans les années 1530, et encore une fois lors d'une incursion des Oromos dans les années 1560. À cette date, il n'en restait rien. Cependant, selon le jésuite Manuel d'Almeida (qui arriva à la cour d'Éthiopie en 1624), les objets les plus précieux avaient été conservés, et étaient toujours possédés par l'empereur Susneyos : « Les ornements étaient fort riches, raconte-t-il. Il y avait des calices et des patènes d'un grand poids, et deux pierres d'autel en or massif. [...] J'en suis témoin car ces objets furent sauvés, et parvinrent entre les mains de l'empereur Seltan Seged (Susneyos), qui les entreposa dans notre maison, les consacrant à la restauration de l'église ». Susneyos fit donc reconstruire le bâtiment vers la fin de son règne.